# Monterol
Monterol je malá, téměř zaniklá vesnička a přímořské letovisko v Chorvatsku v Istrijské župě, spadající pod opčinu města Umag. Téměř bezprostředně sousedí s Umagem. V roce 2011 zde žilo pouze 19 stálých obyvatel, což je stejný stav jako v roce 2001, kdy zde žilo 19 obyvatel v 6 domech. Vesnice vznikla v roce 2001 po rozdělení obce Umag-Komunela na Umag a Monterol.
Sousedními obcemi jsou Katoro a město Umag.